# محمد بشير عتيق (شاعر)
هو شاعر غنائي سوداني، كتب أغاني الحقيبة، طور أسلوبه الشعري الخاص الذي سمي (فويق الحقيبة)، ربط فيه بين أغاني الحقيبة وما تلاها، تغنى بأغانيه عدد من الفنانين السودانيين ابتداء من حقبة«الحقيبة» ووصولا إلى الفنانين المعاصرين، اسماه النقاد (شاعر المدن كلها) لتجواله بين مدن السودان وكتابته عن جمالها.

## الميلاد والنشأة
ولد محمد بشير عتيق في حي أبوروف بمدينة أمدرمان في العام 1909م، تنحدر اسرته من قبيلة الدواليب، والده الأستاذ «بشير» كان معلما للغة العربية والقرآن الكريم، بيته كان مزارا للشعراء والادباء، فنشأ عتيق مولعا بالشعر والشعراء شغفا بقراءة كل ما وجد من كتب ودواوين شعر في مكتبة والده، كان يحفظ حوالي 20 الف بيت شعر عربي.انتقلت الاسرة لظروف عمل الوالد من مدينة امدرمان لمدينة الدويم، حيث عمل مدرسا في مدرسة الدويم الابتدائية، عتيق كان وقتها لم يتجاوز الخمسة سنوات، اعتاد الذهاب مع والده للمدرسة والجلوس في الفصل كمستمع قبل بلوغه سن دخول المدرسة، درس في مدرسة الدويم الابتدائية ثم مدرسة الكوة. توفي والده في عشرينات القرن الماضي، ليعود محمد بشير مع والدته إلى مدينة امدرمان، ثم التحق بالمدرسة الصناعية في عطبرة التابعة لمصلحة السكة حديد ليتخرج منها في العام 1930 .

## حياته
انجب ستة ابناء- بنتين واربعة اولاد- عمل عتيق بمصلحة السكة حديد حتى تقاعده في العام 1963م، مما اتاح له فرصة الترحال بين مدن وارياف السودان فكان لترحالة اثر واضح على ما كتب من شعر غنائي. كان مرهفاً، رقيقاً، مسكونا بالصور وحب الجمال، أغنيته الأولى (يا أماني جار بي زماني)، التي تغنى بها مغني الحقيبة النعيم أبو عشر عام 1924.
كان محمد بشير معجبا بالشاعر صالح عبد السيد وتبنى اسلوبه في اغاني الحقيبة في مرحلة من مراحل حياته، كان يحب زيارته واستشارته فيما يكتب من اغاني، وربطته صداقات واسعة مع عدد كبير من الشعراء والفنانين. على الرغم من ان مدينة امدرمان كانت مركز اغاني الحقيبة الا ان عتيق لم يكتفي بالتجوال بين بيوت شعرائها بل تجول بين مدن السودان كسلا، بورتسودان، ود مدني والقضارف، وغيرها، فالتقط مشاهد وصور وتفاصيل اثرت ما كتب من اغاني، اسماه النقاد "شاعر المدن كلها". طور عتيق أسلوبه الشعري الخاص والذي سمي (فويق الحقيبة) حيث اضاف إلى شعر الحقيبة لمسة حداثية، كان شعره الغنائي يمتاز بالطرافة والخفة احيانا وطرق به موضوعات جعلت بعضه وكأنه مسرح للكوميديا، من امثلة تلك الاغاني “عيان سيادتك" والتي تقول: (عيان سيادتك.. قاصد عيادتك..ولازم إرادتك.. وصار مستجيرك.. وما ليهو غيرك.. وماذا يضيرك.. بي قلبو إلفة..ولي روحو تلفا..نص حبة سلفة.. ولو فيها كلفة..آلامو تشفى.. وحرارتو تطف”. وغيرها من الاغاني التي لاقت حظا من الانتشار.
كان أول اجر تلقاه الشاعر محمد بشير عن أغنيته (أرجوك يا نسيم) (200) جنيه، ووجدت اشعاره اقبالا من الفنانين، تغنى له عبد الكريم كرومة بأكثر من خمس وعشرين أغنية، منها: يا ناعس الأجفان، أذكري أيام صفانا، هل تدري يا نعسان، أرجوك يا نسيم روح ليهو، ما بنسى ليلة كنا تايهين في سمر، ما اتأملت حسنك يا رشيق القد، في رونق الصبح البديع وغيرها من الاغاني.
له ديوان شعر بعنوان أمنيات في أغنيات.
قال عنه الشاعر التجاني حاج موسى: (عتيق من رموز الحركة الإبداعية المعاصرة في السودان، ولعله كان الأخير من جيل شعراء الحقيبة، وظل لعقود من الزمان يكتب رقيق الأغنيات منذ مطلع العشرينات حتى بداية التسعينات).

## من أغاني عتيق
- يا أماني جار بي زماني
- عيان سيادتك
- حارم وصلي مالك
- لغة العيون
- كلما اتأملت حسنك
- أذكريني يا حمامة
- يا منايا وزاد بي ضنايا
- يا روحي العزيزة
- ارجوك يا نسيم
- ذبت وجدا في هواك
- الأوصفوك
- هل من نظرة يا جافي
- شاغل فكري حبك
- كنا تايهين في سمر
- رشيق القد
- الصبح البديع
- نار الحب

## فنانون تغنوا بأشعار عتيق
- النعيم أبو عشر
- عبد الكريم كرومة
- عامر الجوهري
- رمضان حسن
- خضر بشير
- بابكر حمد
- محمود عبد الكريم
- عثمان حسين
- أولاد شمبات
- أولاد الموردة،
- عبد الحميد يوسف
- رمضان حسن خضر
- كمال ترباس

## وفاته
توفي محمد بشير عتيق بعد معاناة من السرطان في مستشفى السلاح الطبي بالخرطوم، عام 1992 عن عمر يناهز الثالثة والثمانين.